# De val der opstandige engelen
De val der opstandige engelen of De aartsengel Michaël in gevecht met de apocalyptische draak is een schilderij van Pieter Bruegel de Oude, in 1562 geschilderd. Het toont het gevecht tussen de aartsengel Michaël en de opstandige engelen, dat beschreven wordt in het Bijbelboek Openbaring 12:7-8. Het schilderij is 117×162 centimeter groot. Het is met olieverf op eikenhout geschilderd. Tegenwoordig bevindt het zich in de Koninklijke Musea voor Schone Kunsten van België te Brussel, dat het in 1846 aankocht voor de eigen collectie.

## Context
Dit meesterwerk, verworven in 1846, is de oudste aankoop van een Pieter Bruegel de Oude door de Koninklijke Musea voor Schone Kunsten van België. Het ging in die tijd door als een werk van Pieter Brueghel de Jonge. Het toont de val van de opstandige engelen, dat beschreven wordt in de Openbaring van Johannes, 12: 3-9. De val van de opstandige engelen is sinds de Middeleeuwen in de kunst een populair en dankbaar thema. Het beschrijft het gevecht in de hemel tussen engelen aangevoerd door de aartsengel Michaël (Sint-Michiel), en de opstandige engelen en demonen aangevoerd door Satan:
En er werd een ander teken gezien in den hemel; en ziet, er was een grote rode draak, hebbende zeven hoofden, en tien hoornen, en op zijn hoofden zeven koninklijke hoeden. En zijn staart trok het derde deel der sterren des hemels, en wierp die op de aarde. En de draak stond voor de vrouw, die baren zou, opdat hij haar kind zou verslinden, wanneer zij het zou gebaard hebben. En zij baarde een mannelijken zoon, die al de heidenen zou hoeden met een ijzeren roede; en haar kind werd weggerukt tot God en Zijn troon. En de vrouw vluchtte in de woestijn, alwaar zij een plaats had, haar van God bereid, opdat zij haar aldaar zouden voeden duizend tweehonderd zestig dagen. En er werd krijg in den hemel: Michael en zijn engelen krijgden tegen den draak, en de draak krijgde ook en zijn engelen. En zij hebben niet vermocht, en hun plaats is niet meer gevonden in den hemel. En de grote draak is geworpen, namelijk de oude slang, welke genaamd wordt duivel en satanas, die de gehele wereld verleidt, hij is, zeg ik, geworpen op de aarde; en zijn engelen zijn met hem geworpen.

## Afbeelding
Het schilderij toont het gevecht tussen de engelen van Michaël en de opstandige engelen van Satan. In gouden harnas, de vleugels open gespreid en de turkooizen mantel fladderend in de wind, is de aartsengel Michaël uit het hemelse licht tevoorschijn gekomen om de gevallen engelen te bestrijden. Zijn ledematen hebben een mager voorkomen dat geen verband houdt met de werkelijke anatomie van een mens, maar eerder een stilistische weergave lijkt te zijn in navolging van Jheronimus Bosch. Engelen in witte tunieken vechten aan zijn zijde, terwijl bazuinende hemelingen in alle uithoeken van het universum het goede nieuws van de zuiveringsactie verkondigen. Een chaotische kluwen monsters stort als een helse kolom vanuit een op de achtergrond afgebeelde lichtkring neer op het aardoppervlak. In het midden van het schilderij is de zevenkoppige draak, die beschreven wordt in de bijbehorende Bijbeltekst, afgebeeld. Michaël bevecht met zijn zwaard deze draak, die symbool staat voor de duivel. 
De demonen delven veelal het onderspit en de hevigheid van de strijd wordt dan ook vooral opgeroepen door ontzagwekkende en onontwarbare kluwen monsters die zich overal om de engelen heen bevinden. Deze kluwen bestaat uit allerlei afzichtelijke fantasiewezens, die door de schilder zelf zijn bedacht om invulling te geven aan de anonieme massa demonen die in de Bijbel wordt beschreven. Bruegel heeft deze gedrochten opgebouwd uit allerlei elementen uit de planten-, dieren-, mineralen- en mensenwereld, en zo van deze demonen wanstaltige, hybride wezens gemaakt. Tot deze wezens behoren een misvormd mens met vlindervleugels, een vadsige dwerg die een zonnewijzer en een met pluimen versierde helm draagt, een gigantische garnaal met mosselschelpen, allerlei slijmerige van armen voorziene vissen, en vele andere mismaakte wezens. In de rechterbenedenhoek valt een soort pad of vis te aanschouwen, van wie de buik zodanig opengereten is dat de inwendige eieren te zien zijn. Een engel in de rechterbovenhoek gaat een bolle vis met kraaloogjes te lijf, terwijl in de linkerbovenhoek vervormde vogels tussen de bazuinende hemelingen naar beneden vallen. Linksonder Michaël is een ei met een weerhaak afgebeeld, waaruit een monster komt kruipen. 

### Kleurgebruik
De engelen die tot Michaël behoren gaan gekleed in helder gekleurde koorhemden en zweven in een heldere, hemelblauwe lucht. Dit vormt een sterk contrast met de duisternis waar de kluwen monsters zich in bevindt. Bruegel heeft orde in de chaos geschapen door elk afzonderlijk element nauwgezet weer te geven door middel van texturen en rode, groene, blauwe en witte verftoetsen. Donkerbruin wordt door de schilder afgewisseld met okerbeige.

### Stijl
Bruegel maakte dit schilderij toen hij nog in Antwerpen woonde en tekeningen leverde voor de graveur Hieronymus Cock. Hij grijpt hier niet naar de toen erg populaire Italiaanse modellen, maar put uit de duidelijk archaïserende traditie van het universum van Hieronymus Bosch. Elk van de afzonderlijke elementen is gestileerd weergegeven en geplaatst om orde te scheppen in de chaos. 

## Galerij van details

Details
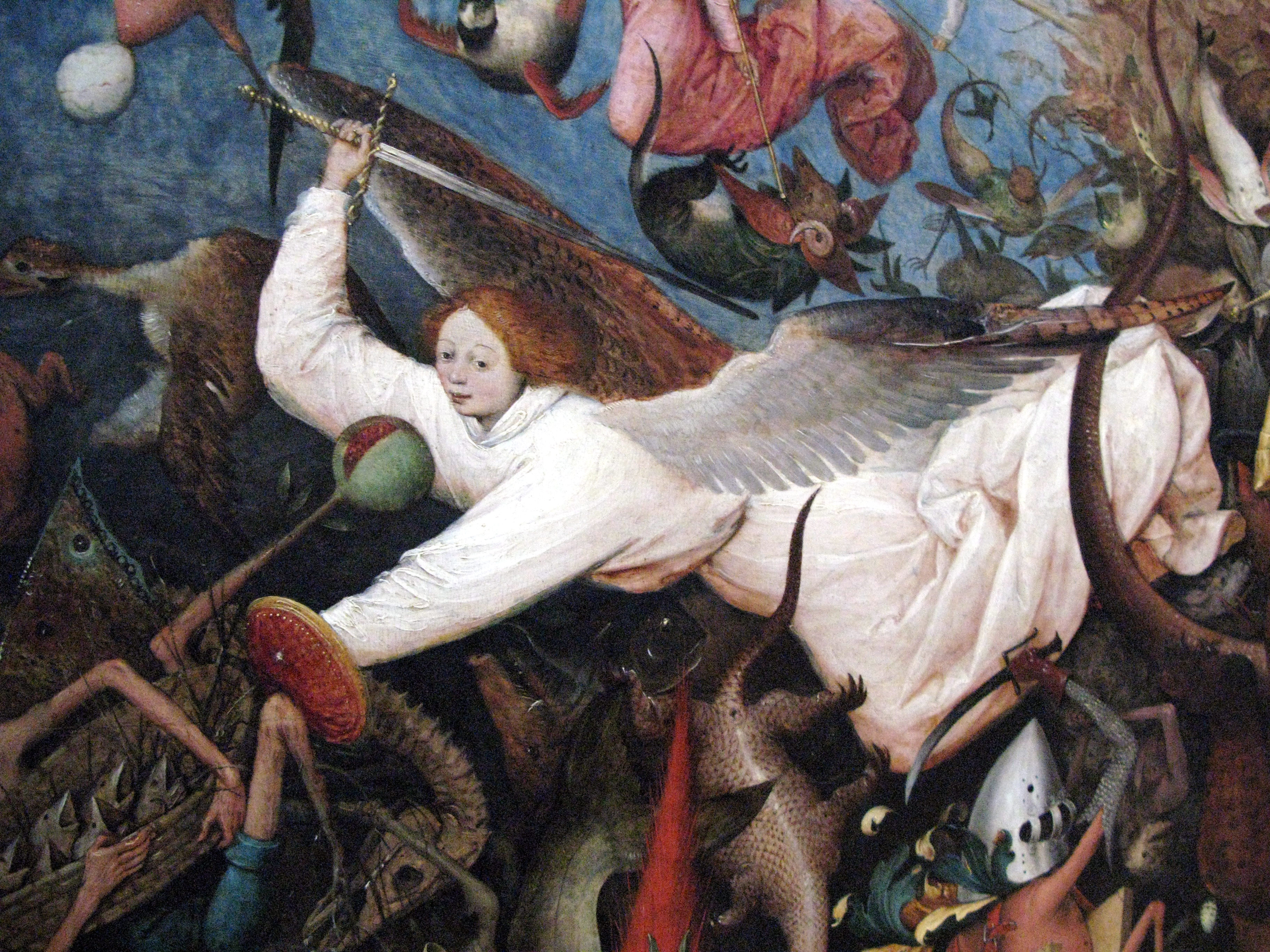
Een Goede Engel
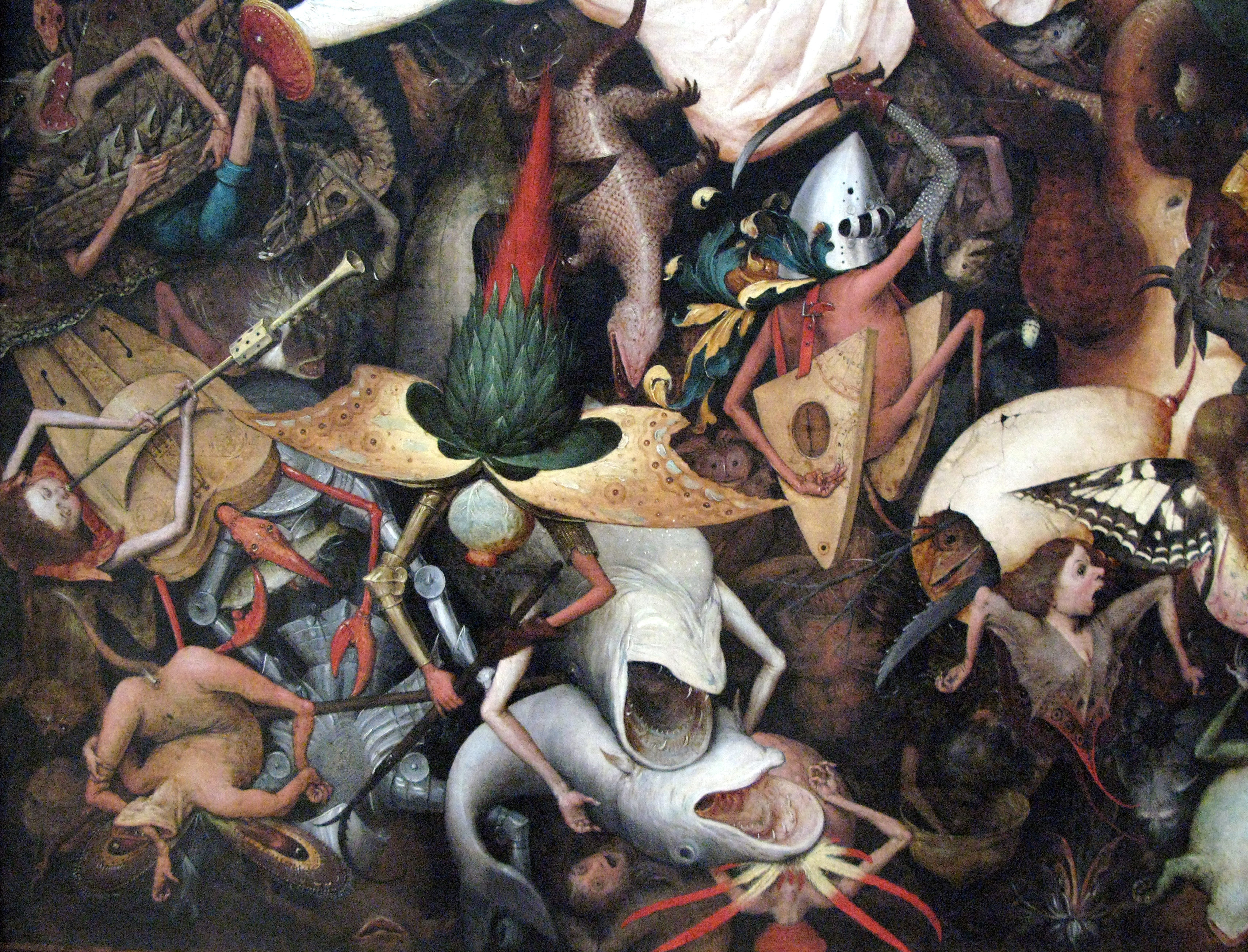
De Opstandige Engelen
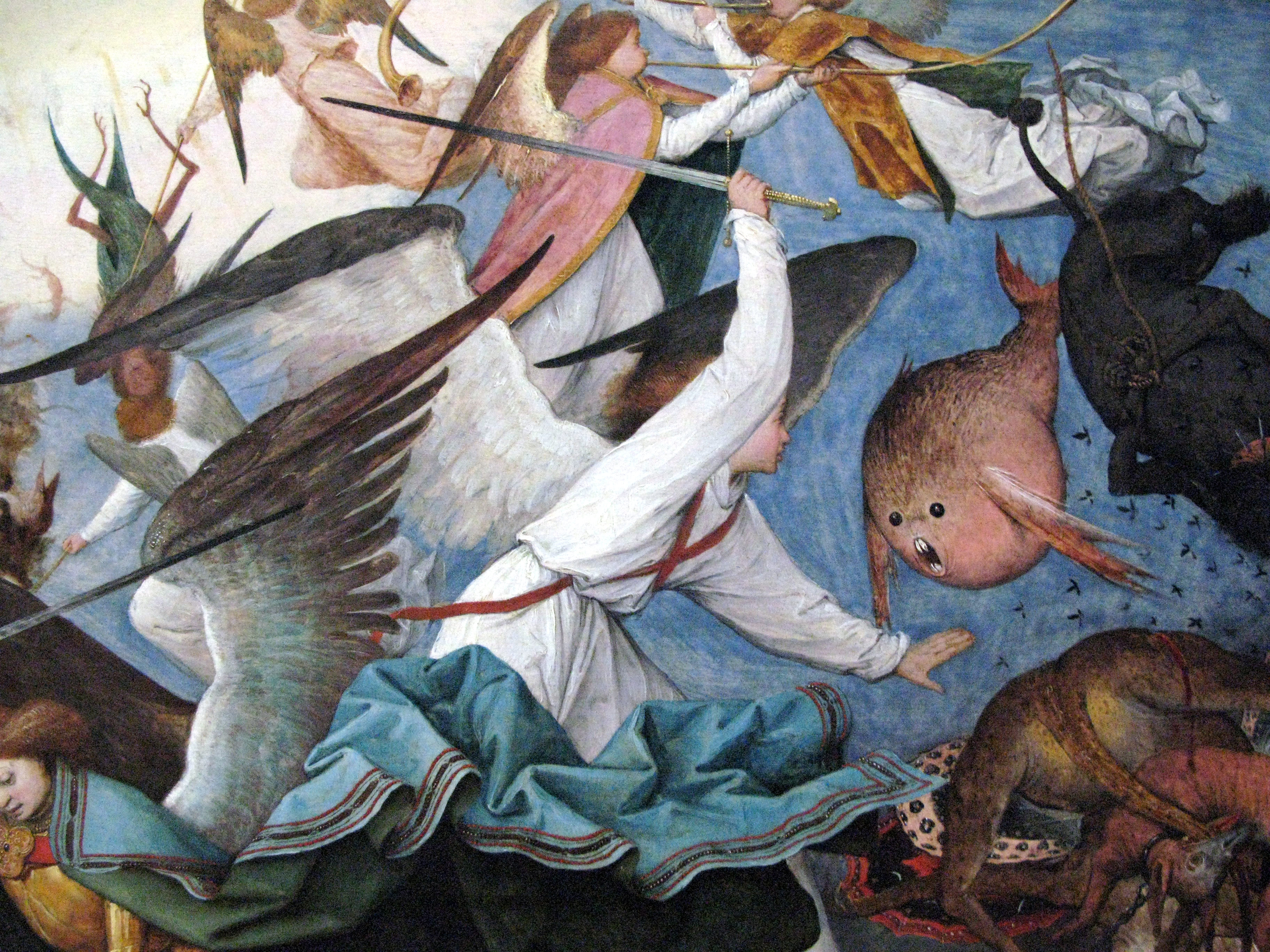
Het Bevechten van de Rebellen
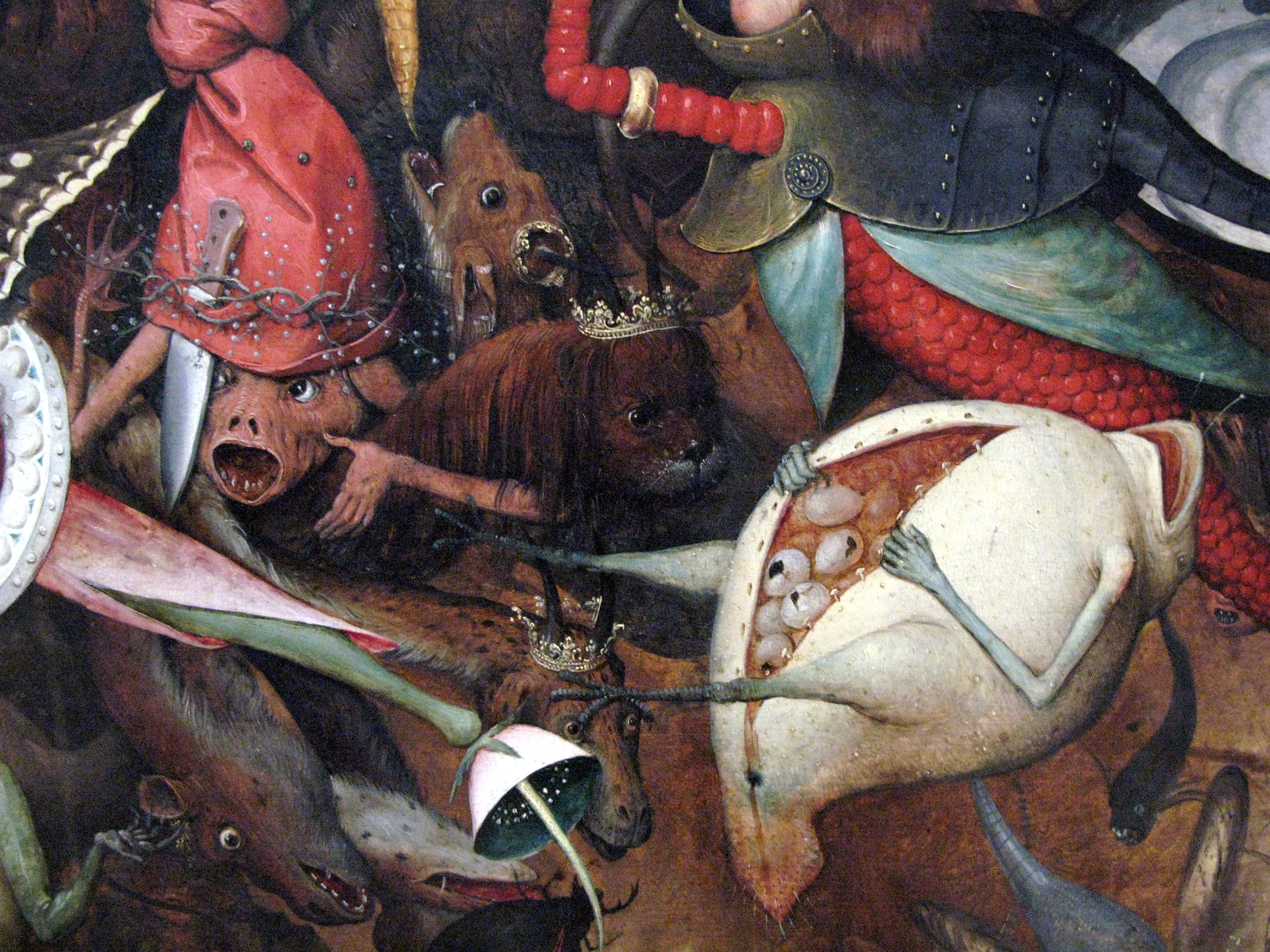
Monsterlijke Demonen
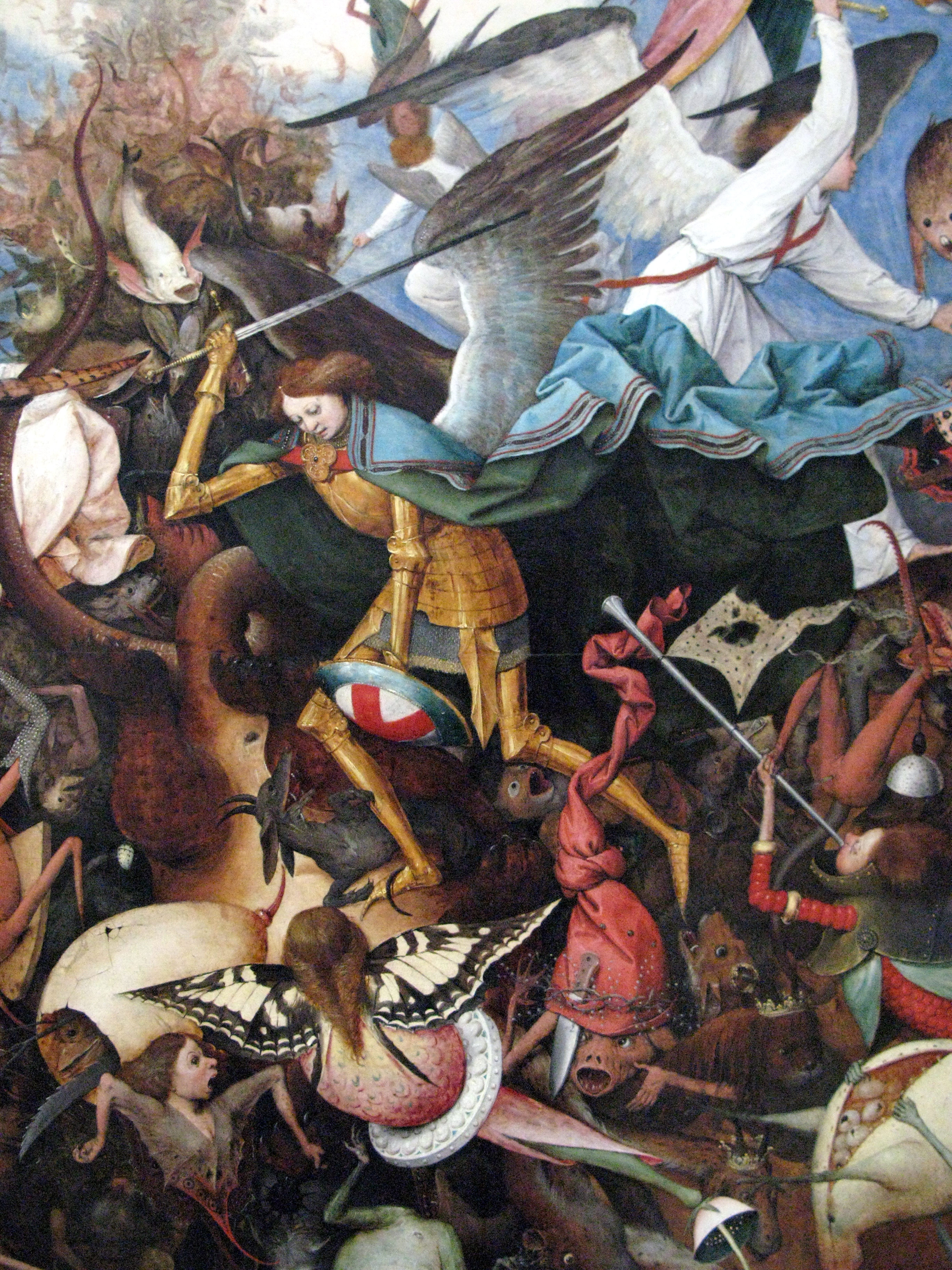
De Aartsengel Michaël
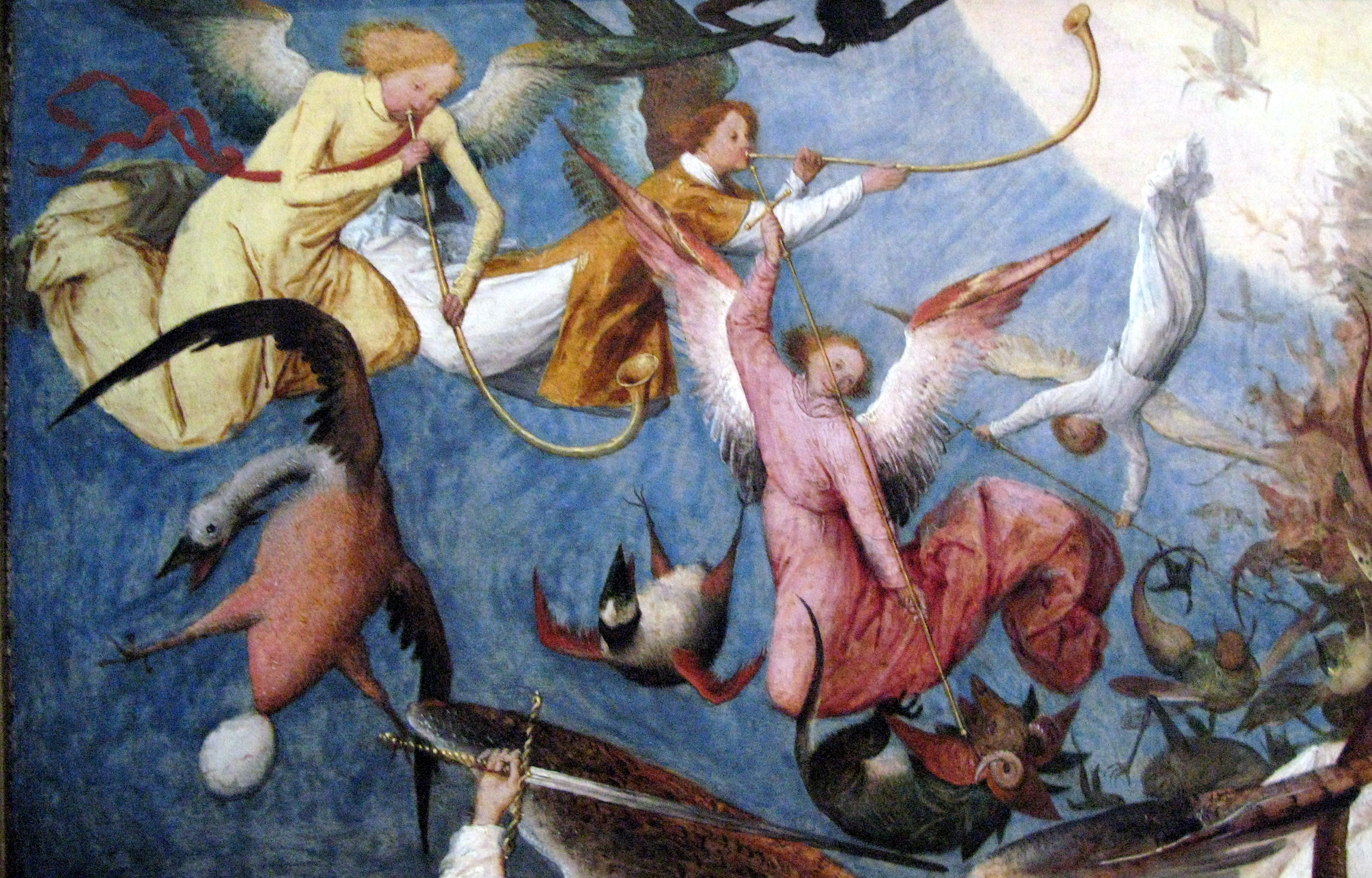
De Grote Strijd
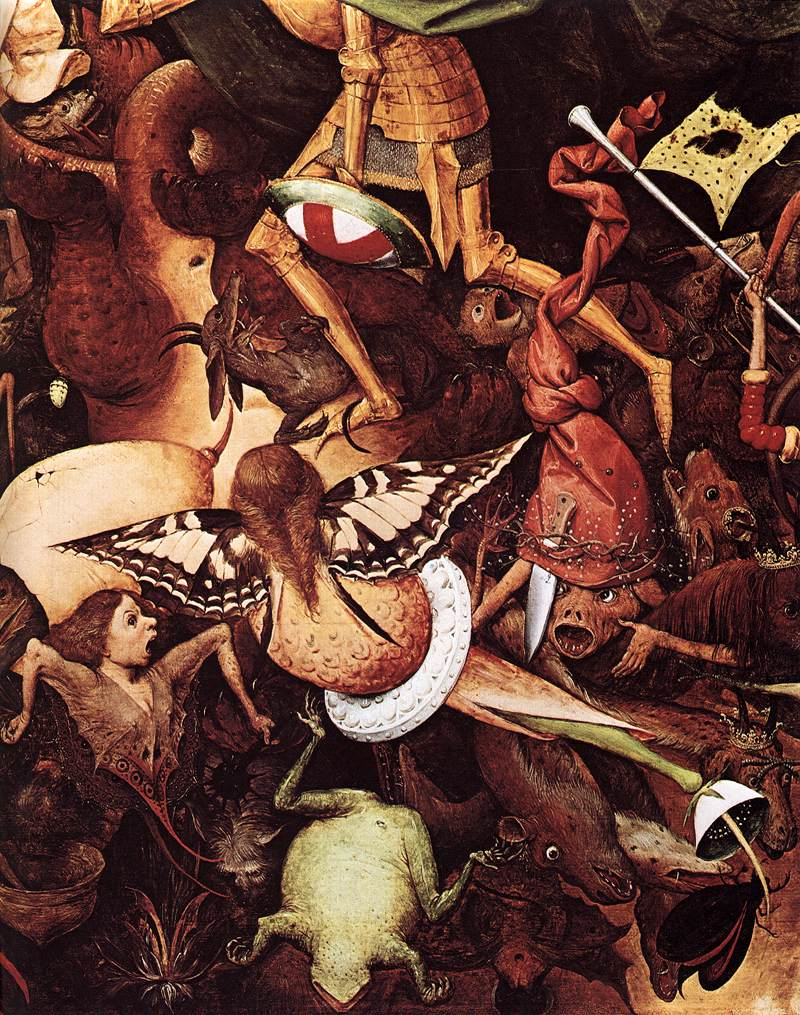
Halfmenselijke, halfdierlijke Monsters